# Negrito (personaje de teatro)
El Negrito es un personaje clásico del Teatro Vernáculo Cubano. Generalmente era interpretado por actores de la raza blanca que se pintaban la cara y los labios.
Este personaje se caracterizaba por ser un pícaro que generalmente ridiculizaba a su contraparte, el gallego, quien se caracterizaba por ser avaro y un poco bruto. El tercer personaje era la mulata, coqueta y muy avispada que también solía aprovecharse del gallego, y a quien tanto el negrito como el gallego cortejaban.
Alejo Carpentier, ya en 1945, recogió el dato de la politización del teatro bufo cubano en la segunda mitad del siglo XIX, y en especial durante la guerra de los Diez Años.